# FC Gretna
Der FC Gretna (offiziell: Gretna Football Club) – gegründet im Jahr 1946 – war ein professioneller Fußballverein aus Gretna, Schottland. 2002 wurde der Club in die Scottish Football League Third Division, die vierte schottische Profiliga aufgenommen, da aufgrund des faktischen Zusammenschlusses vom FC Clydebank und Airdrie United (Nachfolger des in Konkurs gegangenen Airdrieonians FC) ein Platz frei geworden war. Nach Platz 6 im ersten Jahr und Platz 3 im zweiten gelang in den folgenden Spielzeiten der Durchmarsch bis in die Scottish Premier League. Bereits ein Jahr zuvor gab der Club sein Debüt im Europapokal, da zuvor sensationell das Finale des Scottish FA Cups erreicht wurde. Dabei konnte Gretna als Drittligist mit dem FC St. Johnstone, FC Clyde, FC St. Mirren und dem FC Dundee vier Vereine aus der 2. Liga, der Scottish First Division, ausschalten, ehe das Finale gegen Heart of Midlothian nach großem Kampf erst im Elfmeterschießen verloren ging. In der UEFA-Cup-Qualifikation scheiterte Gretna mit 1:5 und 2:2 bereits zum Auftakt am irischen Vertreter Derry City. Gretna absolvierte seine Heimspiele traditionell im Raydale Park, der mit offiziell 2200 Plätzen beinahe so vielen Zuschauern Platz bietet, wie Gretna Einwohner hat (ca. 2700). In der Scottish Premier League wich der "Dorfclub" aber in den Fir Park von Motherwell aus.

## Insolvenz
Wegen finanzieller Unregelmäßigkeiten wurden Gretna 2007/08 zehn Punkte abgezogen. Nach der Saison beschloss die Scottish Football League, dass Gretna wegen der Insolvenz in die Third Division strafversetzt wird.
Am 3. Juni 2008 zog der Club die Konsequenzen aus der finanziellen Misere und trat aus der schottischen Fußball-Liga SFL aus und wurde am 8. August endgültig aufgelöst.

## Neuanfang alsGretna Football Club 2008
Bereits vor Vereinsauflösung gründeten Anhänger des Clubs am 2. Juli 2008 einen neuen Verein, Gretna Football Club 2008, meist kurz Gretna 2008, der zwar rechtlich keinerlei Verbindungen zum ursprünglichen Verein besitzt, sich aber in der Tradition desselben sieht.

## Europapokalbilanz
| Saison  | Wettbewerb | Runde                  | Gegner     | Gesamt | Hin     | Rück    |
| ------- | ---------- | ---------------------- | ---------- | ------ | ------- | ------- |
| 2006/07 | UEFA-Pokal | 2. Qualifikationsrunde | Derry City | 3:7    | 1:5 (H) | 2:2 (A) |

Gesamtbilanz: 2 Spiele, 2 Niederlagen, 3:7 Tore (Tordifferenz −4)